# Демиденко, Евгений Григорьевич
Евге́ний Григо́рьевич Демиде́нко (17 августа 1989 года, Новый Уренгой, Ямало-Ненецкий автономный округ, СССР) — российский дартсмен. Чемпион России, победитель и призёр всероссийских соревнований. Мастер спорта России. Спортивный судья всероссийской категории.

## Биография
Дартсом занимается с 2007 года.
В 2021 году вместе с Натальей Александровой и Дмитрием Горбуновым выиграл чемпионат России по дартсу в миксте. В том же году дошёл до полуфинала отбора на чемпионат мира PDC, где проиграл Евгению Изотову из Санкт-Петербурга.
В 2022 году был в составе сборной Ямало-Ненецкого автономного округа, которая впервые стала призёром командного чемпионата России, заняв третье место. Вместе с Демиденко играли Дмитрий Сизов, Алексей Голдобин, Александр Лаврик и Герман Армантович.
В дартс-кругах имеет прозвище «Ямальский Терминатор».
Играет 19-граммовыми дротиками Trinidad Pro Model Carlos.

## Вне спорта
Работает мастером производственно-диспетчерского отдела Управления материально-технического снабжения и комплектации ООО «Газпром добыча Уренгой».
В 2017 году заочно окончил Тобольский педагогический институт по направлению «спортивная тренировка в избранном виде спорта». Выпускную работу писал по тренировке юных дартсменов

## Достижения

### Парные
- Вице-чемпион России (2022)[9]

### Микст
- Чемпион России (2021)